# Veleno VII
Veleno VII è un singolo dei rapper italiani Gemitaiz e MadMan, pubblicato il 7 giugno 2019 come primo estratto dall'album in studio Scatola nera.

## Video musicale
Il videoclip, pubblicato il 10 luglio 2019 attraverso il canale YouTube del duo, è stato diretto dal duo YouNuts! e mostra i due rapper e MixerT interpretare protagonisti di diversi film di successo degli anni novanta, tra i quali Fratellastri a 40 anni, Ritorno al futuro, Mamma, ho perso l'aereo, Clerks - Commessi, Ghostbusters - Acchiappafantasmi, Scemo & più scemo, Il grande Lebowski e Donnie Darko.

## Tracce
Testi e musiche di Davide De Luca, Pierfrancesco Botrugno, Flavio Ranieri, Filippo Gallo e Marco De Pascale.
1. Veleno VII – 2:53

## Successo commerciale
Con Veleno 7, Gemitaiz e MadMan hanno battuto il record nazionale di streaming giornalieri sulla piattaforma Spotify, con 1.855.492 stream in 24 ore, entrando nella classifica Global 50 al trentunesimo posto.

## Classifiche

### Classifiche settimanali
| Classifica (2019) | Posizione massima |
| ----------------- | ----------------- |
| Italia            | 1                 |

### Classifiche di fine anno
| Classifica (2019) | Posizione |
| ----------------- | --------- |
| Italia            | 74        |